# Hypophthalmichthys molitrix
La Carpa plateada o Hypophthalmichthys molitrix es una especie de peces de la familia de los ciprínidos.

## Descripción
Los machos pueden llegar alcanzar los 105 cm de longitud total y 50 kg de peso.

## Alimentación
Las larvas y los ejemplares inmaduros comen zooplancton, mientras que a partir de los 15 mm de longitud solo se nutren de fitoplancton.

## Hábitat
Es un pez de agua dulce y de clima subtropical

## Distribución geográfica
Se encuentran en Asia: la China y en Siberia oriental, aunque ha sido introducido en todo el mundo para controlar la proliferación de algas y para el consumo humano.

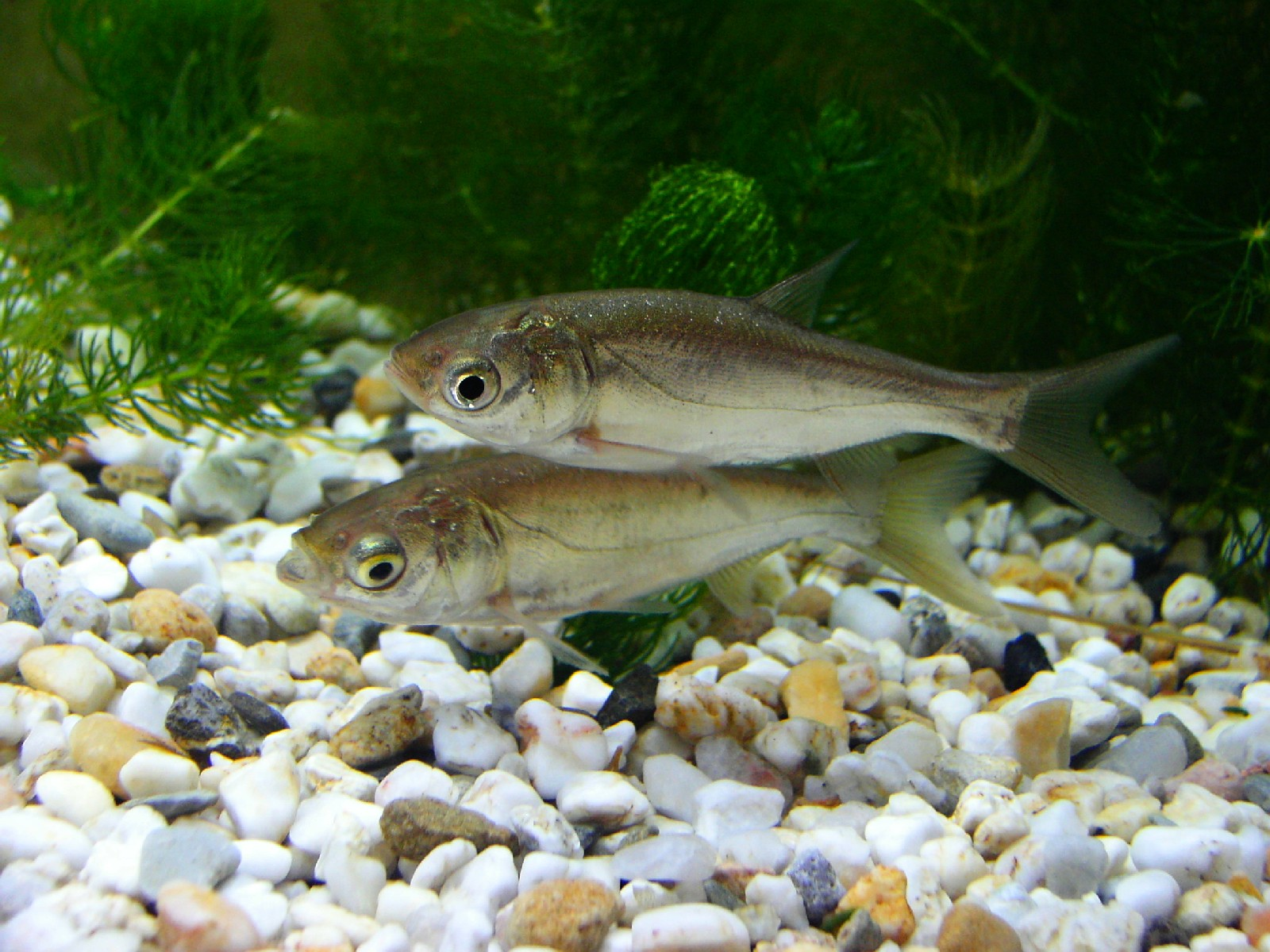
juvenil

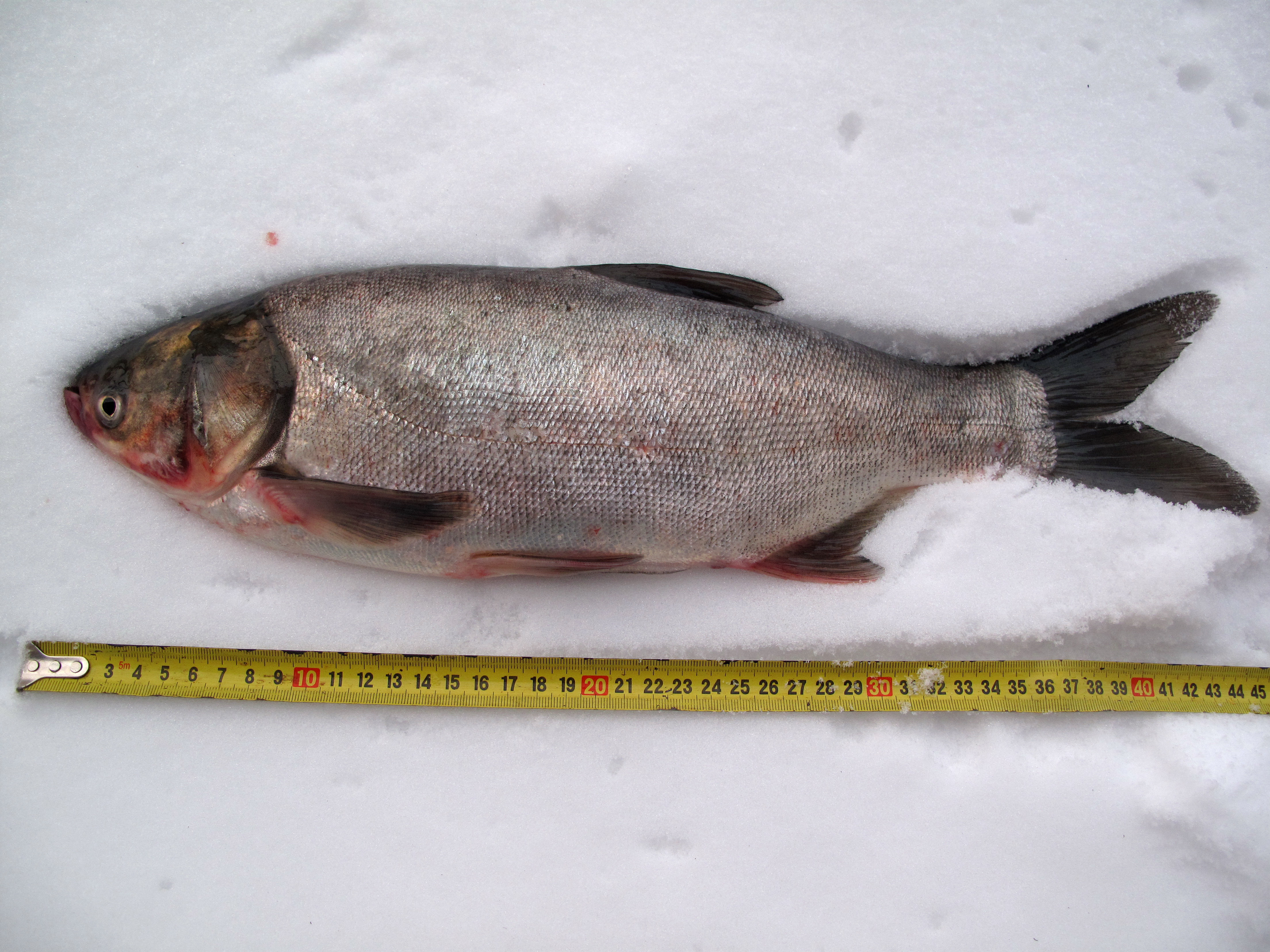
elemplar de 44.5 cm, 1.08 kg